# Cyclopia
Cyclopia là một chi thực vật có hoa thuộc họ Fabaceae. Nó thuộc phân họ Faboideae. Việc mô tả đã được xuất bản bởi Étienne Pierre Ventenat năm 1808. Tên gọi Ibbetsonia, xuất bản hai năm sau đó, được xem là đồng âm của chi này; John Sims đã kỷ niệm nhà sinh lý học Agnes Ibbetson bằng tên này.

## Phân loại
Chi Cyclopia được phân thành nhiều nhóm loài:

### SectionAequalis

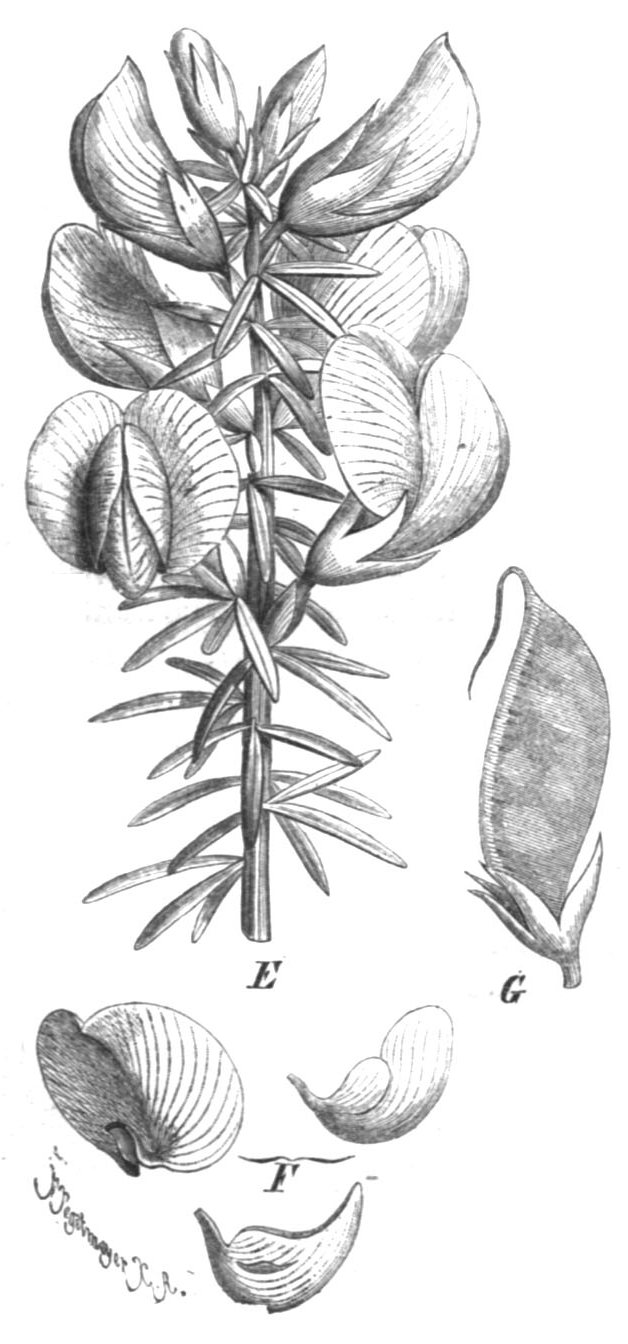
Cyclopia genistoides

- Cyclopia burtonii Hofmeyr & E. Phillips
- Cyclopia buxifolia (Burm. f.) Kies
- Cyclopia laxiflora Benth.

### SectionCyclopia
- Cyclopia alpina A.L. Schutte
- Cyclopia falcata (Harv.) Kies (= Cyclopia subternata Vogel) [8]
- Cyclopia galioides (Bergius) DC.
- Cyclopia genistoides (L.) Vent.
- Cyclopia intermedia E. Mey.

### SectionMarsupium
- Cyclopia latifolia DC.
- Cyclopia sessiliflora Eckl. & Zeyh.
- Cyclopia squamosa A.L. Schutte

### SectionPraegnans
- Cyclopia alopecuroides A.L. Schutte
- Cyclopia aurescens Kies
- Cyclopia bolusii Hofmeyr & E. Phillips
- Cyclopia bowieana Harv.
- Cyclopia glabra (Hofmeyr & E. Phillips) A.L. Schutte
- Cyclopia meyeriana Walp.

## Hình ảnh

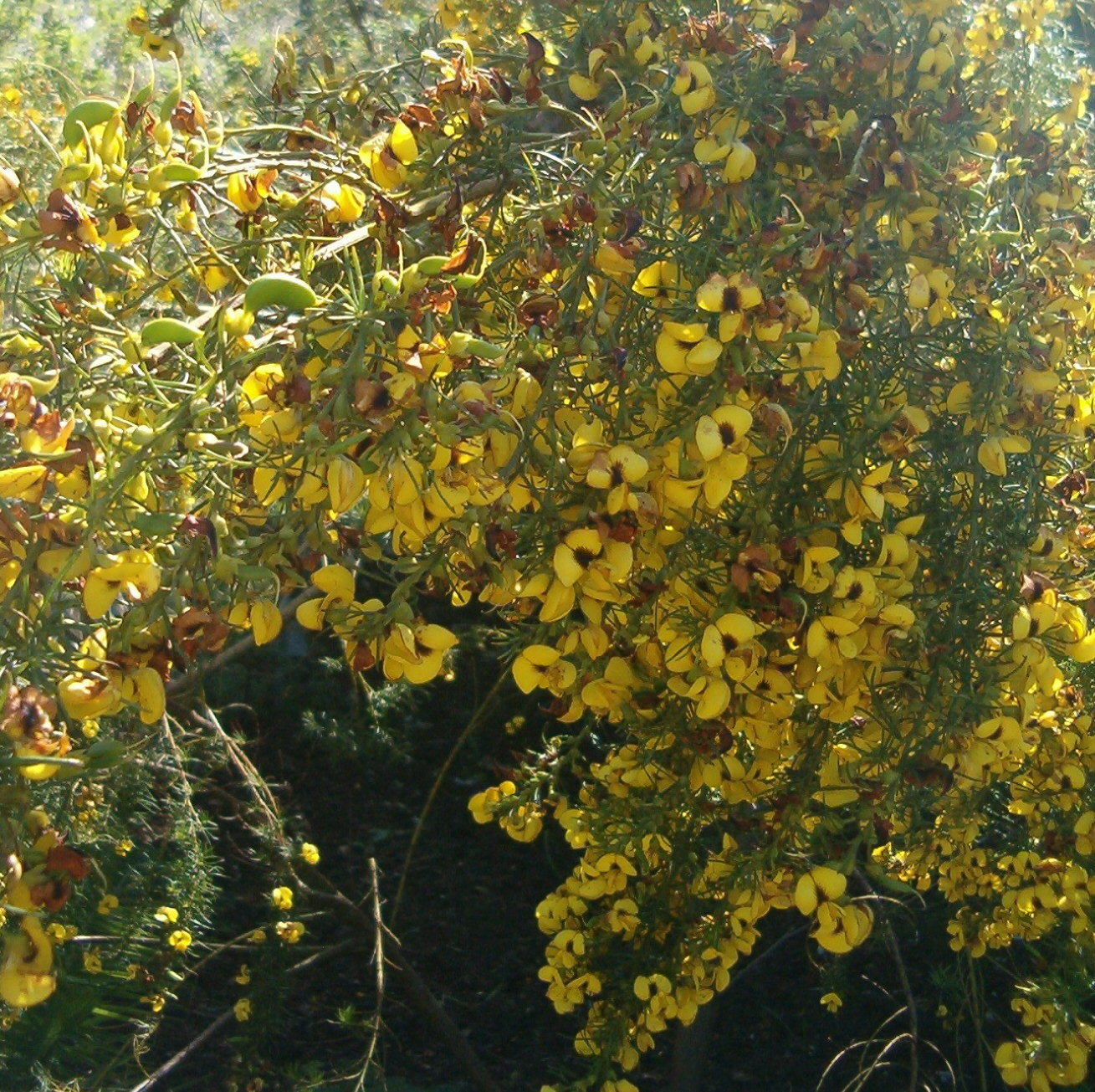
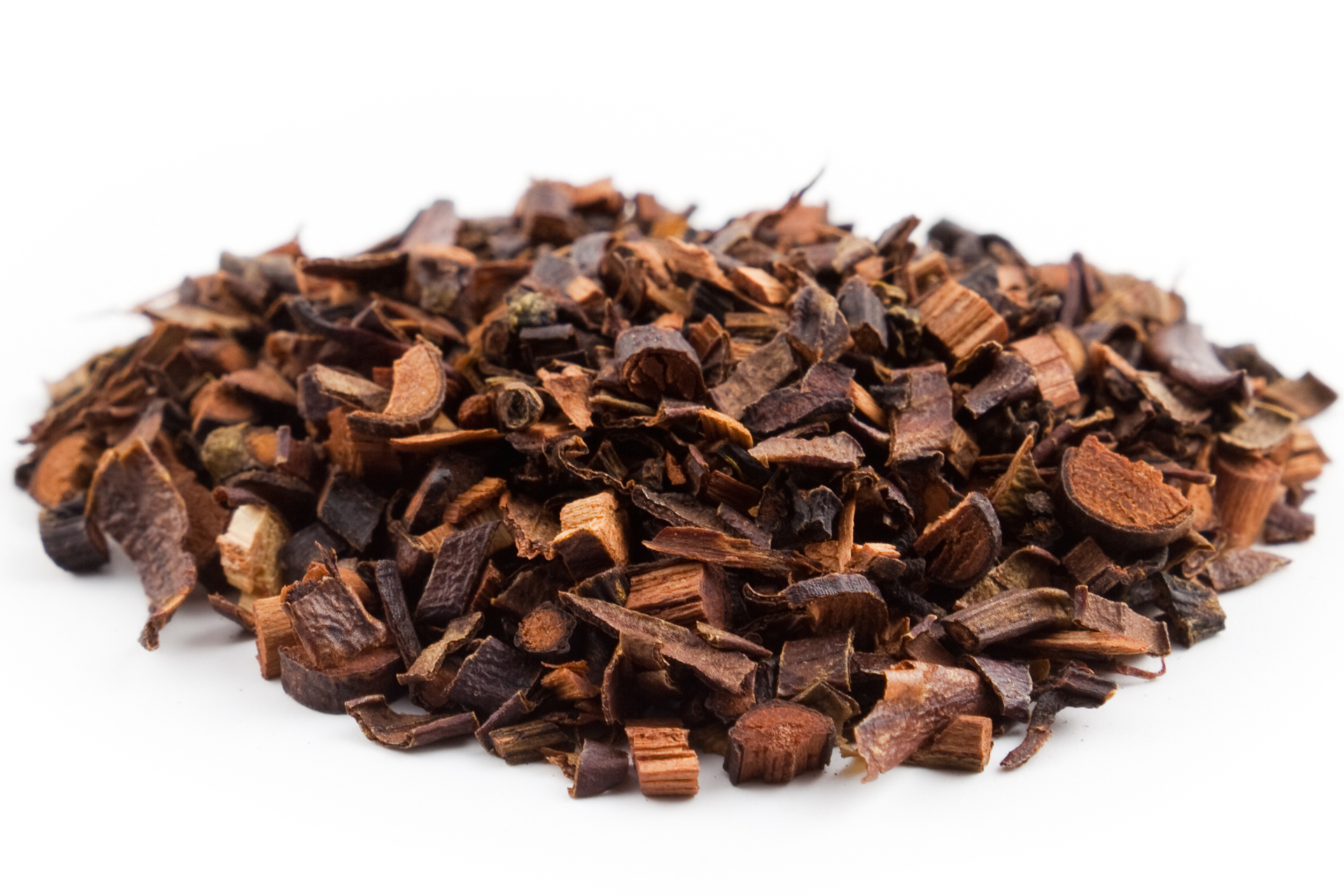

### SectionTruncatae
- Cyclopia filiformis Kies
- Cyclopia longifolia Vogel
- Cyclopia maculata (Andrews) Kies
- Cyclopia plicata Kies
- Cyclopia pubescens Eckl. & Zeyh.